# Mautodontha zebrina
Mautodontha zebrina је пуж из реда Stylommatophora и фамилије Charopidae. 

## Угроженост
Ова врста је изумрла, што значи да нису познати живи примерци.

## Распрострањење
Пре изумирања, Кукова острва.

## Станиште
Врста Mautodontha zebrina је имала станиште на копну.